# オピンデヒドロゲナーゼ
オピンデヒドロゲナーゼ(opine dehydrogenase)は、次の化学反応を触媒する酸化還元酵素である。
(2S)-2-{[1-(R)-カルボキシエチル]アミノ}ペンタン酸 + NAD+ + H2O {\displaystyle \rightleftharpoons } L-ノルバリン + ピルビン酸 + NADH + H+
反応式の通り、この酵素の基質は(2S)-2-{[1-(R)-カルボキシエチル]アミノ}ペンタン酸とNAD+とH2O、生成物はL-ノルバリンとピルビン酸とNADHとH+である。
組織名は(2S)-2-{[1-(R)-carboxyethyl]amino}pentanoate:NAD+ oxidoreductase (L-aminopentanoate-forming)である。